# Alicia Moï Orban
Pour les articles homonymes, voir Orban.
Alicia Moï Orban, de son vrai nom Monique Orban, née en 1922 à Reims et décédée en 2022 à Paris (15e arrondissement), est une sculptrice française spécialisée dans la taille directe. Représentative d'une certaine histoire de la sculpture du XXe siècle[pas clair], sa pratique sculpturale interroge les frontières du médium et ses hiérarchies. Ce qu'elle nomme ses micro-sculptures monumentales peuvent ainsi être des bijoux, du mobilier, de la vaisselle ou encore des sculptures monumentales de plusieurs mètres de haut.

## Biographie

### Formation
Née à Reims en 1922, Alicia Moï Orban initie sa carrière artistique à l'école des Beaux-Arts de Lyon où elle s'inscrit en 1940. Elle se rend ensuite à Paris pour suivre les cours de modelage dispensés par Charles Despiau et Robert Wlérick à l’Académie libre de la Grande Chaumière. Aux côtés de ces maîtres de renoms, elle se familiarise avec la sculpture en produisant des bustes miniatures. Quelques mois avant la fin de la seconde guerre mondiale et malgré un premier intérêt marqué pour ce médium, la jeune artiste s’éloigne progressivement des arts plastiques.
Fréquentant les cercles artistiques parisiens, elle embrasse ensuite une carrière d’actrice au cours Simon. Reconnue par ses pairs[réf. nécessaire], elle joue dès 1950 dans l’adaptation d’Un tramway nommé désir avec comme partenaire de jeu Madeleine Robinson. Sa carrière se poursuit sur les scènes parisiennes pour jouer entre autres dans l’une des adaptations de Huis clos de Jean-Paul Sartre.
Son goût pour le théâtre la porte progressivement vers le septième art. Aux côtés de Pierre Goutas, elle développe son activité au cinéma, entre la France et l’Italie, pour finalement renouer avec la sculpture à Paris en suivant les enseignements d’André Del Debbio.

### La rencontre avec la taille directe
Dans la cité d’artistes de l’impasse Ronsin, elle marche dans les pas de Brancusi, côtoie Jean Tinguely, Niki de Saint Phalle et Claude Lalanne. Elle fait ses quartiers dans l’ancien atelier du peintre Zao Wou-Ki voisin de celui d’Alberto et de Diego Giacometti son ami.
Sa pratique sculpturale s’éloigne alors du modelage pour des créations plus instinctives. Fortement imprégnée par l’œuvre de Brancusi, elle abandonne ses figures hiératiques pour buriner, à même le bloc de pierre, des représentations archaïsantes d’animaux. Déterminante, sa rencontre avec l’œuvre du sculpteur roumain la pousse progressivement à s’interroger sur la conscience de la forme pure. Ses sculptures deviennent des volumes cylindriques, réduits à leur essence.
Poursuivant une méditation sur le langage universel de la forme, elle fait la rencontre à Londres d’Henry Moore. Elle se dirige alors vers des compositions toujours plus élémentaires et décide de percer ses sculptures pour révéler des espaces intérieurs dont la rythmique est marquée par une répétition duale de pleins et de creux.

### Thématiques
Plus que de simples compositions ondoyantes, parfois gémellaires, les sculptures d’Alicia Moï Orban font allusion à un monde sensoriel abstrait régi par l’harmonie entre les quatre éléments.La thématique du soleil, qu’elle associe à une forme d’élévation spirituelle, fait ainsi l’objet d’une série portant le nom de l’astre.
Ces correspondances, révèlent sa sensibilité profonde pour l’astrologie, l’ésotérisme, la spiritualité et l’animisme. Croyant en la réincarnation, elle appartient à la communauté Subud et puise son mysticisme dans la pensée de Jiddu Krishnamurti.
Parallèlement à sa carrière d’artiste Alicia Moï Orban se voue à des pratiques médiumniques. Cet intérêt pour le mysticisme se traduit dans son rapport intime avec la sensorialité des matériaux. À partir des années soixante, Alicia Moï Orban sculpte à la massette et au marteau-piqueur des blocs de pierre en taille directe destinés à la réalisation de ses sculptures monumentales.

### Les micro-sculptures monumentales

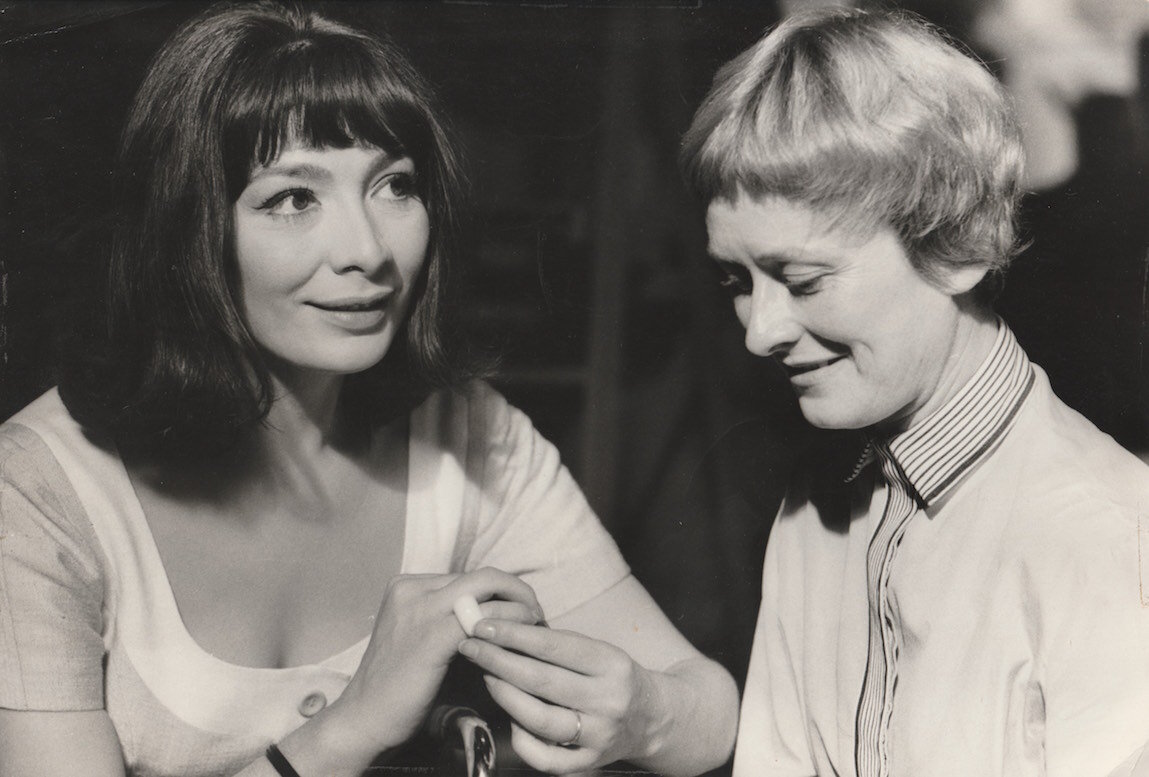
Alicia Moï Orban en compagnie de Juliette Greco portant une bague de la sculptrice.

Conclusion des recherches initiées dans ses maquettes et ses dessins, ses sculptures majuscules sont conçues pour s’inscrire dans l’espace. Commandées par la Caisse des dépôts dans le cadre du 1% artistique plusieurs de ses créations sont installées dans des villes de banlieue parisienne. Ce qu’elle nomme ses « micro-sculptures monumentales » portent une utopie. Pour l’artiste, toutes ses œuvres ont vocation à devenir des immeubles de plusieurs étages. La sculpture est alors immeuble et l’architecture une sculpture habitée.
Tout en continuant ses maquettes, Alicia Moï Orban décline sa signature esthétique en miniatures en créant des bijoux-sculpture dont la vocation n’en reste pas moins monumentale. Portés par Juliette Greco et Jean Paul Belmondo, certains de ses bijoux sont sélectionnés pour participer à l’exposition Antagonisme. 2. L’Objet au Musée des Arts Décoratifs au côté entre autres des œuvres d'Isamu Noguchi.
À la fin des années soixante Alicia Moï Orban étend ses recherches sur les arts décoratifs. Elle crée des meubles (tables, tabourets, lampes) mais aussi des arts de la table (coupes, bol et baguettes). Déguisant leur fonction première, ces «sculptures» biomorphiques attestent de sa fascination pour les univers mythologiques et oniriques.
La période qui s’étend des années soixante à quatre-vingt rend compte d’un certain succès de l’artiste. Elle expose dans les Salons, en galeries et dans les musées. Toutefois, son œuvre, acquise par quelques collectionneurs discrets, franchit de manière lacunaire les portes des collections institutionnelles. Seules quelques expositions récentes à Bâle et au musée Tinguely ont permis de redécouvrir sporadiquement et de son vivant certaines de ses pièces.

## Principales œuvres

### Œuvres publiques
- Oiseau solaire, pierre, taille directe, 2,50 m, 1964, Massy.
- Soleil d'Apocalypse, pierre de lave, taille directe, 3,50 m, Rosny[1].
- Arche solaire, bronze, 5 m, 1965, Dunkerque.
- Alicia Moï Orban, Main solaire, pierre, taille directe, 5,50 m, 1966, Super Besse.
- Alicia Moï Orban, Tour solaire, pierre, taille directe, 5,50 m, 1967, Sarcelles.
- Alicia Moï Orban, Précarité solaire, bronze plaqué or et granit, 6 m, 1968, Yerres.
- Alicia Moï Orban, Homme solaire, pierre, taille directe, 3 m, 1969, Port-Barcarès.
- Alicia Moï Orban, Main solaire, pierre, taille directe, 2,50 m, 1969, Montréal.
- Alicia Moï Orban, Menhirs et Soleil, pierre de lave, taille directe, 4 m, 1971, Epinay sur Seine[1].

### Collections publiques
- Bague, Lapis-lazuli, 3,2 x 2,5 cm. Don de Richard Crégut, Florence Anselin et Bernard Boubat en souvenir de leur mère, Mme Sophie Boubat, 2004.Inv, 2004.31.13. N° de récolement FNAC/MNAM : 127402, 1970.
- Triade, Bracelet en inox, 3 x 7,3 cm.Achat à la Galerie La Margelle en 1984. Inv. : FNAC 2450 (2). Réf. prêt / dépôt : 19597. En dépôt depuis 12/1984 : Musée des Arts Décoratifs (Paris).

## Principales expositions

### Musées
- International Exhibition of Modern Jewellery, 1890-1961, (cat.exp., Londres, Victoria and Albert Museum, 1961), Londres, Worshipful Company of Goldsmiths, 1961. (Lien SUDOC)
- Antagonisme. 2. L’objet, dir. François Mathey, (cat.exp., Paris, Musée des Arts Décoratifs, 1962), Paris, Musée des Arts Décoratifs, 1962.(978-2-84835-796-6 (br.))
- Impasse Ronsin: murder love, and art, in the heart of Paris, Roland WETZEL (dir.), (cat.exp., Bâle, Musée Tinguely, 16 décembre 2020 – 5 avril 2021), Bâle, Musée Tinguely, Heidelberg Kehrer, 2020. (978-3-96900-018-2 (br.))

### Galeries
- Alicia Moï Orban, Galerie du siècle, préface de Gaëtan Picon, 1960.
- L'Objet 2. Pour un mobilier contemporain, Galerie Jacques Lacloche, préface de Michel Ragon, 1965. (Lien SUDOC)
- Art Basel years 45, Lionel BOVIER et John STAGLIANO (dir.), (cat.exp., Bâle, Foire de Bâle, 18 – 21 juin 2015), Genève, Jrp Ringier, 2015.